# Choilley-Dardenay
Choilley-Dardenay ist eine französische Gemeinde mit 158 Einwohnern (Stand: 1. Januar 2022) im Département Haute-Marne in der Region Grand Est. Sie gehört zum Kanton Villegusien-le-Lac und zum Arrondissement Langres.

## Geografie
Die Gemeinde Choilley-Dardenay liegt an der Vingeanne und am parallel verlaufenden Marne-Saône-Kanal an der Grenze zum Département Haute-Saône, 25 Kilometer südlich von Langres. Sie ist umgeben von folgenden Nachbargemeinden:
|                    | Dommarien                                   | Coublanc   |
| Le Montsaugeonnais | Kompassrose, die auf Nachbargemeinden zeigt | Champlitte |
| Isômes             | Cusey                                       |            |

## Bevölkerungsentwicklung

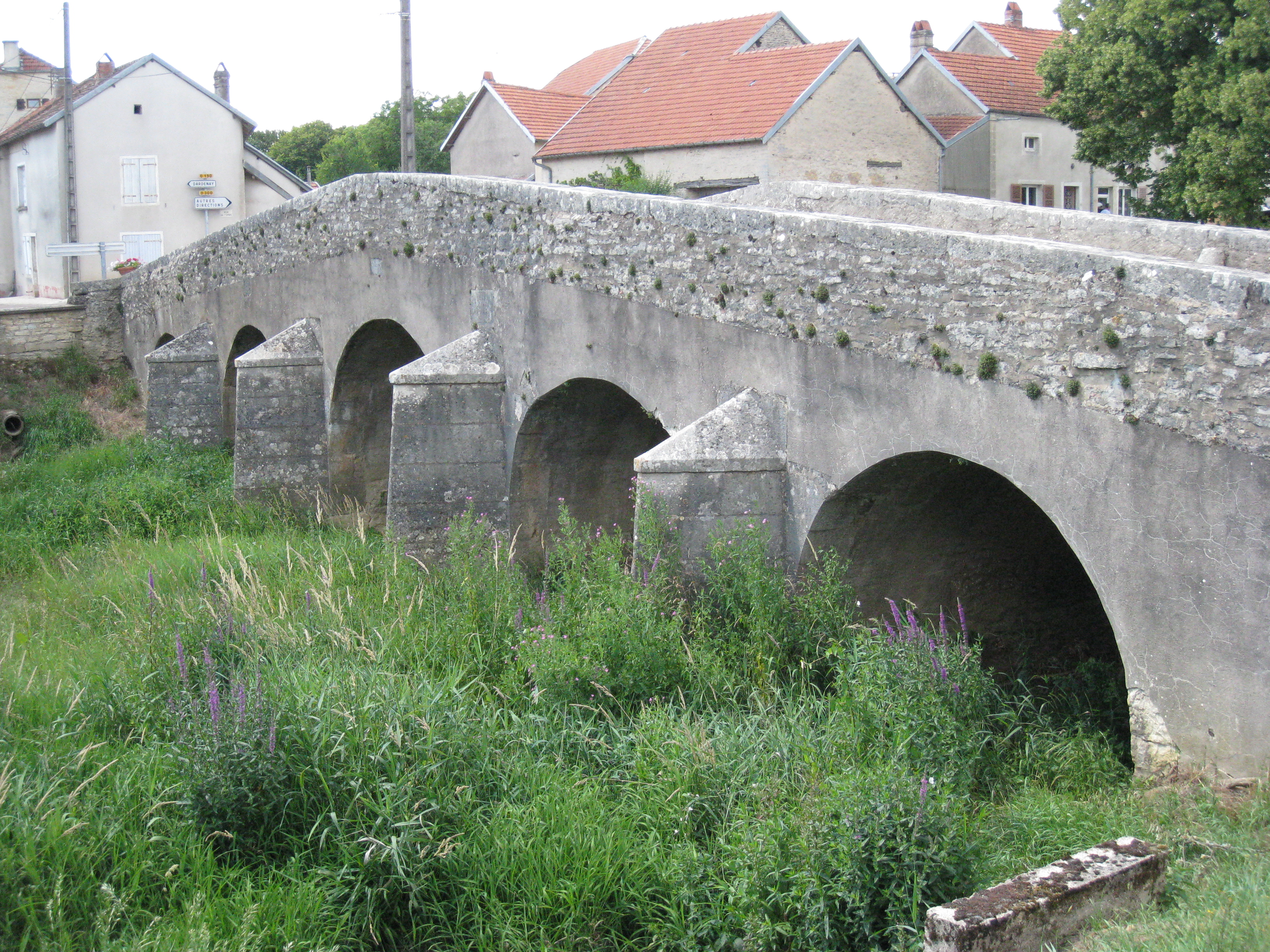
Brücke über die Vingeanne in Choilley

| Jahr                       | 1962 | 1968 | 1975 | 1982 | 1990 | 1999 | 2008 | 2018 |
| -------------------------- | ---- | ---- | ---- | ---- | ---- | ---- | ---- | ---- |
| Einwohner                  | 231  | 189  | 164  | 147  | 132  | 139  | 163  | 161  |
| Quellen: Cassini und INSEE |      |      |      |      |      |      |      |      |